# Cichy Staw
Cichy Staw (słow. Tiché pleso, niem. Stiller See, węg. Csendes-tó) – mały stawek położony na wysokości 1745 m n.p.m. w Dolinie Szerokiej (odgałęzienie Doliny Jaworowej), w słowackich Tatrach Wysokich. Pomiary wykazują, że ma on powierzchnię 0,050 ha, wymiary 30 × 22 m i głębokość około 0,5 m. Jest to jedno z nielicznych w Tatrach jeziorek pochodzenia krasowego, a nie lodowcowego (największym stawkiem krasowym po Cichym Stawie jest Mokra Jama). Rejon Doliny Szerokiej jest rezerwatem ścisłym, dlatego też do Cichego Stawu nie prowadzi żaden znakowany szlak turystyczny.
Cichy Staw otoczony jest:
- od południowego zachodu przez Spismichałową Czubę
- od południowego wschodu przez Szeroką Jaworzyńską
- od wschodu przez Świstową Górę.